# Albrecht Unsöld
Albrecht Otto Johannes Unsöld (20 de abril de 1905 – 23 de septiembre de 1995) fue un astrofísico alemán famoso por sus contribuciones al análisis espectroscópico de atmósferas estelares.

## Carrera
Albrecht Unsöld nació en Bolheim, Württemberg, Alemania. Después de asistir a la escuela en Heidenheim, Unsöld estudió física en la Universidad de Tubinga y en la Universidad de Múnich. En Múnich, estudió bajo la guía de Arnold Sommerfeld, y obtuvo su doctorado en 1927. Como miembro de la Fundación Rockefeller, fue profesor ayudante en Potsdam y trabajó en el Observatorio del Monte Wilson en Pasadena, California.
Regresó a completar su habilitación en Múnich en 1929. En 1930, era ayudante en el Instituto de Física Teórica en la Universidad de Hamburgo. En septiembre de 1932, Unsöld fue nombrado profesor ordinario y Director del Instituto para Física Teórica (y Observatorio) de la Universidad de Kiel. Se mantuvo en el cargo hasta que fue nombrado profesor emérito en 1973, tras lo que siguió trabajando otros 15 años en temas astronómicos.
Mientras era estudiante en Múnich, Unsöld fue uno de los muchos estudiantes que ayudaron a Sommerfeld a explorar y hacer avanzar la teoría atómica. El teorema de Unsöld dice que el cuadrado de la función de onda total del electrón para un orbital lleno o semilleno tiene simetría esférica. Así, los átomos que contienen orbitales s (l = 0) llenos o semillenos, o los átomos del segundo periodo con 3 o 6 p (l = 1) tienen forma esférica. Lo mismo ocurre con los átomos del tercer periodo con 5 o 10 electrones en el orbital d (l = 2) . Es decir, los átomos esféricos son aquellos de las columnas 1, 2, 7, 12, 15 y 18 de la mesa periódica.
En Kiel, Unsöld hizo un estudio intensivo de los efectos de abundancias, atenuación de radiación, efecto Doppler, campos eléctricos y colisiones durante la formación de líneas espectrales en atmósferas estelares. Su análisis de la estrella B0 Tau Scorpii, gracias a su visita de 1939 a los observatorios Yerkes y McDonald, proporcionó el primer análisis detallado de una estrella distinta del Sol. Unsöld fue capaz de determinar la composición de la atmósfera de la estrella, así como su comportamiento físico.
De 1947 a 1948, Unsöld fue presidente de la Astronomische Gesellschaft (Sociedad Astrónomica de Alemania).
Unsöld fue editor del Zeitschrift für Astrophysik hasta que su fusión con otras revistas europeas bajo el título Astronomy and Astrophysics. Fue también autor de varios libros, incluyendo Physik der Sternatmosphären mit besonderer Berücksichtigung der Sonne, considerado una biblia en los campos de espectroscopía estelar cuantitativa con énfasis especial en el Sol.

## Honores
- 1956 - Medalla Bruce
- 1957 - Medalla de oro de la Real Sociedad Astronómica
- 1973 - Medalla Cothenius
- El asteroide (2842) Unsöld se llama así en su honor.

## Libros
- Albrecht Unsöld Physik der Sternatmosphären mit besonderer Berücksichtigung der Sonne (Springer, 1955, 1968, and 1982)
- Albrecht Unsöld Max Planck (Hirt, 1958)
- Albrecht Unsöld Über Dado mittleren Zustandsgrössen und Spektren der Sternatmosphären en Abhängigkeit von ihrem Wasserstoff- und Heliumgehalt (Vandenhoeck & Ruprecht, 1958)
- Albrecht Unsöld Der neue Kosmos (Springer, 1967 and 1981)
  - Albrecht Unsöld The New Cosmos (Longmans, 1969)
- Albrecht Unsöld Sterne und Menschen: Aufsätze u. Voträge (Salmer, 1972)
- Albrecht Unsöld Evolución kosmischer, biologischer und geistiger Strukturen (Wissenschaftliche Verlagsgesellschaft, 1981 y 1983)
- Albrecht Unsöld und Bodo Baschek Der neue Kosmos. Einführung in die Astronomie und Astrophysik (Springer-Verlag GmbH, 1991, 2001, and 2004)
  - Albrecht Unsöld und Bodo Baschek The New Cosmos (Heidelberg Science Library) (Springer-Verlag GmbH, 1991)
  - Albrecht Unsöld, Bodo Baschek, W.D. Brewer (Translator) The New Cosmos: An Introduction to Astronomy and Astrophysics (Springer, 5th Edition, 2005) ISBN 978-3-540-67877-9
- Albrecht Unsöld Beiträge zur Quantenmechanik des Atoms, Ann. d. Phys. (4) 82 355-393 (1927). Received 22 December 1926, published in issue No. 3. of 8 February 1927. As cited in Mehra, Volume 5, Part 2, 2001, p. 959.